# Flair de cocker
 (novembre 2021).
Flair de cocker est le trente-sixième album de la bande-dessinée Boule et Bill, dessiné par Laurent Verron.

## Présentation de l'album
Bill le chien est le complice de Boule le jeune garçon, dans absolument toutes ses activités.

## Personnages principaux
- Boule, le jeune maître de Bill.
- Bill, le cocker roux susceptible et farceur.
- Caroline, la tortue romantique amoureuse de Bill.
- Pouf, le meilleur ami de Boule.
- Les parents de Boule.

### Article externe
- Boule et Bill - Tome 36 : Flair de cocker sur dargaud.com (consulté le 13 mars 2022).